# Урош Сремчевић
Урош Сремчевић (Крагујевац, 24. април 2006) српски је фудбалер који тренутно наступа за Црвену звезду.

## Каријера

### Младост Лучани
Сремчевић је у млађе категорије Младости стигао из матичног Радничког те је најпре играо за кадете лучанског клуба. Дебитовао је у последњем колу такмичарске 2021/22. у Суперлиги Србије, заменивши на терену Лазара Селенића у другом полувремену сусрета са суботичким Спартаком. Током такмичарске 2022/23. уписао је 10 наступа у Суперлиги један у Купу Србије, одигравши прво полувреме у поразу од Радничког на Новом Београду. Кроз сезону је углавном наступао за омладинску селекцију, повремено био и у саставу кадетске екипе. Постигао је укупно 11 погодака, од чега хет-трик против омладинаца Партизана. У јуну 2023. године, Сремчевић је потписао нови трогодишњи уговор с клубом.
Пред такмичарску 2023/24. у Суперлиги Србије задужио је дрес са бројем 9 и на отварању сезоне био је један од тројице бонус играча у постави своје екипе против сурдуличког Радника. Свој први погодак у сениорској каријери, постигао је у наредном колу, у победи над Железничаром у Панчеву. Погодио је и за минималну победу над Јавором у 14. колу, након асистенције Патрика Фрајдеја. Исти играчи су били учесници акције код победоносног поготка против ИМТ-а на крову Тржног центра. Сремчевић је био стрелац и јединог поготка за Младост у поразу од Црвене звезде резултатом 3 : 1.

### Црвена звезда
Сремчевић је другог дана фебруара 2024. представљен као нови фудбалер Црвене звезде. Потписао је уговор у трајању од три године и задужио дрес с бројем 31 који је претходно носио Ел Фарду Бен. Према писању медија, вредност обештећења процењена је на два милиона евра, што је најскупљи до тада остварени трансфер између два суперлигашка клуба. На првој званичној утакмици Црвене звезде по његовом доласку у клуб, у угру је ушао уместо Шерифа Ндиаја у завршници сусрета с Вождовцем. У следећем колу, против екипе Новог Пазара, Сремчевић је утакмицу започео на терену као једини бонус фудбалер у саставу Црвене звезде. У претпоследњем колу сезоне, на сусрету с Напретком у Крушевцу, Сремчевић је био двоструки стрелац. То су уједно били и његови први голови у црвено-белом дресу. Током другог дела такмичарске 2023/24. одиграо је укупно 9 званичних утакмица и с Црвеном звездом освојио дуплу круну.

## Репрезентација
Сремчевић је у мају 2021. године дебитовао за пионирску репрезентацију Србије, у двомечу с вршњацима из Босне и Херцеговине. Током септембра исте године заиграо је за млађу кадетску екипу код селектора Александра Луковића. У мају наредне године је био стрелац на свакој од три одигране утакмице на Развојном турниру УЕФА, против Мађарске, Словачке и Финске. За своју генерацију наставио је да наступа и у узрасту до 17 година старости. Био је четвороструки стрелац против Гибралтара у квалификацијама за Европско првенство. Нашао се на списку селектора Луковића за завршни турнир у Мађарској. У октобру 2023. године, селектор омладинске репрезентације, Радован Кривокапић, позвао је Сремчевића у састав за две пријатељске утакмице с Италијом. На првој од њих, одиграној на Стадиону Металца у Горњем Милановцу, дебитовао је уласком у игру уместо Јована Милошевића у 83. минуту. У завршници сусрета био је асистент код победоносног поготка Јована Мијатовића. На почетку квалификационог циклуса за Европско првенство, Сремчевић је био стрелац јединог поготка за победу Србије над Андором на утакмици одиграној у Албени. Екипа Србије је крајем марта наредне године освојила бод у завршној фази квалификација и остала без пласмана на завршни турнир.

## Статистика

### Клупска
Ажурирано 8. јуна 2024.
|                |          |                  |    |   |   |   |   |   |   |   |    |   |  |  |
| Младост Лучани | 2021/22. | Суперлига Србије | 1  | 0 | — | — | — | — | — | — | 1  | 0 |  |  |
| Младост Лучани | 2022/23. | Суперлига Србије | 10 | 0 | 1 | 0 | — | — | — | — | 11 | 0 |  |  |
| Младост Лучани | 2023/24. | Суперлига Србије | 16 | 4 | 1 | 0 | — | — | — | — | 17 | 4 |  |  |
| Младост Лучани | Укупно   | Укупно           | 27 | 4 | 2 | 0 | — | — | — | — | 29 | 4 |  |  |
|                |          |                  |    |   |   |   |   |   |   |   |    |   |  |  |
| Црвена звезда  | 2023/24. | Суперлига Србије | 8  | 2 | 1 | 0 | — | — | — | — | 9  | 2 |  |  |
|                |          |                  |    |   |   |   |   |   |   |   |    |   |  |  |
| Каријера       | Каријера | Каријера         | 35 | 6 | 3 | 0 | — | — | — | — | 38 | 6 |  |  |
|                |          |                  |    |   |   |   |   |   |   |   |    |   |  |  |

### Утакмице у дресу репрезентације
| Репрезентација Србије у узрасту до 15 година старости | Репрезентација Србије у узрасту до 15 година старости | Репрезентација Србије у узрасту до 15 година старости | Репрезентација Србије у узрасту до 15 година старости | Репрезентација Србије у узрасту до 15 година старости | Репрезентација Србије у узрасту до 15 година старости | Репрезентација Србије у узрасту до 15 година старости | Репрезентација Србије у узрасту до 15 година старости | Репрезентација Србије у узрасту до 15 година старости | Репрезентација Србије у узрасту до 15 година старости |
| #                                                     | Датум                                                 | Такмичење                                             | Локација                                              | Домаћин                                               | Резултат                                              | Гост                                                  | Гол                                                   | Реф.                                                  |                                                       |
| ----------------------------------------------------- | ----------------------------------------------------- | ----------------------------------------------------- | ----------------------------------------------------- | ----------------------------------------------------- | ----------------------------------------------------- | ----------------------------------------------------- | ----------------------------------------------------- | ----------------------------------------------------- | ----------------------------------------------------- |
| 1.                                                    | 18. мај 2021.                                         | Пријатељска утакмица                                  | Тренинг центар ФС БиХ, Зеница                         | Босна и Херцеговина                                   | 0 : 0                                                 | Србија                                                |                                                       | [ 38 ]                                                |                                                       |
| 2.                                                    | 20. мај 2021.                                         | Пријатељска утакмица                                  | Тренинг центар ФС БиХ, Зеница                         | Босна и Херцеговина                                   | 1 : 1                                                 | Србија                                                |                                                       | [ 39 ]                                                |                                                       |
| 2                                                     | Укупан број утакмица и постигнутих погодака           | Укупан број утакмица и постигнутих погодака           | Укупан број утакмица и постигнутих погодака           | Укупан број утакмица и постигнутих погодака           | Укупан број утакмица и постигнутих погодака           | Укупан број утакмица и постигнутих погодака           |                                                       |                                                       |                                                       |

| Репрезентација Србије у узрасту до 16 година старости | Репрезентација Србије у узрасту до 16 година старости | Репрезентација Србије у узрасту до 16 година старости | Репрезентација Србије у узрасту до 16 година старости | Репрезентација Србије у узрасту до 16 година старости | Репрезентација Србије у узрасту до 16 година старости | Репрезентација Србије у узрасту до 16 година старости | Репрезентација Србије у узрасту до 16 година старости | Репрезентација Србије у узрасту до 16 година старости | Репрезентација Србије у узрасту до 16 година старости |
| #                                                     | Датум                                                 | Такмичење                                             | Локација                                              | Домаћин                                               | Резултат                                              | Гост                                                  | Гол                                                   | Реф.                                                  |                                                       |
| ----------------------------------------------------- | ----------------------------------------------------- | ----------------------------------------------------- | ----------------------------------------------------- | ----------------------------------------------------- | ----------------------------------------------------- | ----------------------------------------------------- | ----------------------------------------------------- | ----------------------------------------------------- | ----------------------------------------------------- |
| 1.                                                    | 21. септембар 2021.                                   | Пријатељска утакмица                                  | Национални фудбалски центар Бојана, Софија            | Бугарска                                              | 1 : 2                                                 | Србија                                                |                                                       | [ 40 ]                                                |                                                       |
| 2.                                                    | 23. септембар 2021.                                   | Пријатељска утакмица                                  | Национални фудбалски центар Бојана, Софија            | Бугарска                                              | 1 : 1                                                 | Србија                                                |                                                       | [ 41 ]                                                |                                                       |
| 3.                                                    | 2. март 2022.                                         | Пријатељска утакмица                                  | Спортски центар ФС ЦГ, Подгорица                      | Црна Гора                                             | 0 : 3                                                 | Србија                                                |                                                       | [ 42 ]                                                |                                                       |
| 4.                                                    | 5. мај 2022.                                          | Развојни турнир УЕФА                                  | Кућа фудбала, Стара Пазова                            | Србија                                                | 2 : 1                                                 | Мађарска                                              | Гол                                                   | [ 43 ]                                                |                                                       |
| 5.                                                    | 7. мај 2022.                                          | Развојни турнир УЕФА                                  | Кућа фудбала, Стара Пазова                            | Србија                                                | 2 : 1                                                 | Словачка                                              | Гол                                                   | [ 44 ]                                                |                                                       |
| 6.                                                    | 10. мај 2022.                                         | Развојни турнир УЕФА                                  | Кућа фудбала, Стара Пазова                            | Србија                                                | 3 : 0                                                 | Финска                                                | Гол                                                   | [ 45 ]                                                |                                                       |
| 6                                                     | Укупан број утакмица и постигнутих погодака           | Укупан број утакмица и постигнутих погодака           | Укупан број утакмица и постигнутих погодака           | Укупан број утакмица и постигнутих погодака           | Укупан број утакмица и постигнутих погодака           | Укупан број утакмица и постигнутих погодака           | 3                                                     |                                                       |                                                       |

| Репрезентација Србије у узрасту до 17 година старости | Репрезентација Србије у узрасту до 17 година старости | Репрезентација Србије у узрасту до 17 година старости | Репрезентација Србије у узрасту до 17 година старости | Репрезентација Србије у узрасту до 17 година старости | Репрезентација Србије у узрасту до 17 година старости | Репрезентација Србије у узрасту до 17 година старости | Репрезентација Србије у узрасту до 17 година старости | Репрезентација Србије у узрасту до 17 година старости | Репрезентација Србије у узрасту до 17 година старости |
| #                                                     | Датум                                                 | Такмичење                                             | Локација                                              | Домаћин                                               | Резултат                                              | Гост                                                  | Гол                                                   | Реф.                                                  |                                                       |
| ----------------------------------------------------- | ----------------------------------------------------- | ----------------------------------------------------- | ----------------------------------------------------- | ----------------------------------------------------- | ----------------------------------------------------- | ----------------------------------------------------- | ----------------------------------------------------- | ----------------------------------------------------- | ----------------------------------------------------- |
| 1.                                                    | 6. септембар 2022.                                    | Пријатељска утакмица                                  | Кућа фудбала, Стара Пазова                            | Србија                                                | 2 : 4                                                 | Шведска                                               |                                                       | [ 46 ]                                                |                                                       |
| 2.                                                    | 8. септембар 2022.                                    | Пријатељска утакмица                                  | Кућа фудбала, Стара Пазова                            | Србија                                                | 2 : 1                                                 | Шведска                                               |                                                       | [ 47 ]                                                |                                                       |
| 3.                                                    | 4. октобар 2022.                                      | Пријатељска утакмица                                  | Кућа фудбала, Стара Пазова                            | Србија                                                | 4 : 1                                                 | Словенија                                             |                                                       | [ 48 ]                                                |                                                       |
| 4.                                                    | 6. октобар 2022.                                      | Пријатељска утакмица                                  | Кућа фудбала, Стара Пазова                            | Србија                                                | 5 : 2                                                 | Словенија                                             | Гол                                                   | [ 49 ]                                                |                                                       |
| 5.                                                    | 4. новембар 2022.                                     | Квалификације за Европско првенство                   | Стелиос Киријакидис, Пафос                            | Србија                                                | 12 : 0                                                | Гибралтар                                             | Гол · Гол · Гол · Гол                                 | [ 50 ]                                                |                                                       |
| 6.                                                    | 22. март 2023.                                        | Квалификације за Европско првенство                   | Кућа фудбала, Стара Пазова                            | Србија                                                | 1 : 2                                                 | Белорусија                                            |                                                       | [ 51 ]                                                |                                                       |
| 7.                                                    | 25. март 2023.                                        | Квалификације за Европско првенство                   | Кућа фудбала, Стара Пазова                            | Србија                                                | 5 : 0                                                 | Босна и Херцеговина                                   | Гол                                                   | [ 52 ]                                                |                                                       |
| 8.                                                    | 19. април 2023.                                       | Пријатељска утакмица                                  | Тренинг центар, Телки                                 | Мађарска                                              | 0 : 1                                                 | Србија                                                |                                                       | [ 53 ]                                                |                                                       |
| 9.                                                    | 18. мај 2023.                                         | Европско првенство                                    | Тренинг центар, Телки                                 | Србија                                                | 2 : 4                                                 | Словенија                                             |                                                       | [ 54 ]                                                |                                                       |
| 10.                                                   | 24. мај 2023.                                         | Европско првенство                                    | Стадион ФК Будаерш                                    | Шпанија                                               | 1 : 1                                                 | Србија                                                |                                                       | [ 55 ]                                                |                                                       |
| 11.                                                   | 27. мај 2023.                                         | Европско првенство                                    | Тренинг центар, Телки                                 | Пољска                                                | 3 : 2                                                 | Србија                                                |                                                       | [ 56 ]                                                |                                                       |
| 11                                                    | Укупан број утакмица и постигнутих погодака           | Укупан број утакмица и постигнутих погодака           | Укупан број утакмица и постигнутих погодака           | Укупан број утакмица и постигнутих погодака           | Укупан број утакмица и постигнутих погодака           | Укупан број утакмица и постигнутих погодака           | 6                                                     | [ 57 ]                                                |                                                       |

| Репрезентација Србије у узрасту до 19 година старости | Репрезентација Србије у узрасту до 19 година старости | Репрезентација Србије у узрасту до 19 година старости | Репрезентација Србије у узрасту до 19 година старости | Репрезентација Србије у узрасту до 19 година старости | Репрезентација Србије у узрасту до 19 година старости | Репрезентација Србије у узрасту до 19 година старости | Репрезентација Србије у узрасту до 19 година старости | Репрезентација Србије у узрасту до 19 година старости | Репрезентација Србије у узрасту до 19 година старости |
| #                                                     | Датум                                                 | Такмичење                                             | Локација                                              | Домаћин                                               | Резултат                                              | Гост                                                  | Гол                                                   | Реф.                                                  |                                                       |
| ----------------------------------------------------- | ----------------------------------------------------- | ----------------------------------------------------- | ----------------------------------------------------- | ----------------------------------------------------- | ----------------------------------------------------- | ----------------------------------------------------- | ----------------------------------------------------- | ----------------------------------------------------- | ----------------------------------------------------- |
| 1.                                                    | 11. октобар 2023.                                     | Пријатељска утакмица                                  | Стадион Металца, Горњи Милановац                      | Србија                                                | 5 : 4                                                 | Италија                                               |                                                       | [ 58 ]                                                |                                                       |
| 2.                                                    | 15. новембар 2023.                                    | Квалификације за Европско првенство                   | Стадион у Албени                                      | Србија                                                | 1 : 0                                                 | Андора                                                | Гол                                                   | [ 32 ]                                                |                                                       |
| 3.                                                    | 21. новембар 2023.                                    | Квалификације за Европско првенство                   | Стадион Спартака, Варна                               | Шкотска                                               | 2 : 1                                                 | Србија                                                |                                                       | [ 59 ]                                                |                                                       |
| 4.                                                    | 20. март 2024.                                        | Квалификације за Европско првенство                   | Стадион у Табуи                                       | Србија                                                | 1 : 3                                                 | Данска                                                |                                                       | [ 60 ]                                                |                                                       |
| 5.                                                    | 23. март 2024.                                        | Квалификације за Европско првенство                   | Стадион у Авеиру                                      | Португалија                                           | 4 : 1                                                 | Србија                                                |                                                       | [ 61 ]                                                |                                                       |
| 6.                                                    | 26. март 2024.                                        | Квалификације за Европско првенство                   | Стадион у Табуи                                       | Србија                                                | 3 : 3                                                 | Грчка                                                 |                                                       | [ 62 ]                                                |                                                       |
| 6                                                     | Укупан број утакмица и постигнутих погодака           | Укупан број утакмица и постигнутих погодака           | Укупан број утакмица и постигнутих погодака           | Укупан број утакмица и постигнутих погодака           | Укупан број утакмица и постигнутих погодака           | Укупан број утакмица и постигнутих погодака           | 1                                                     |                                                       |                                                       |

## Трофеји, награде и признања
Црвена звезда
- Суперлига Србије : 2023/24.[63]
- Куп Србије : 2023/24.[64]